# 叶内文子
叶内 文子（かのうち あやこ）は、日本の女性フリーアナウンサー、証券アナリストである。

## 人物・来歴
- 山形県出身。
- 山形県立山形東高等学校、千葉大学を卒業後、1996年にラジオたんぱ（現在のラジオNIKKEI）に入社した。
- 現在はフリーアナウンサーとして活動している。独特の声で、“癒し系”とも言われている。
- 日本証券アナリスト協会検定会員。

## 現在の担当番組
（いずれもラジオNIKKEI）
- 和島英樹のウィークエンド株!
- マーケットプレス（月水木・後場パートナー）
- 資産倍増計画 北浜流一郎の株式宅配便
- 源太緑星株教室
- 夜トレ!

（下記はYouTube）
- ココが聞きたい！西原宏一のFXゼミ
- デモクラシータイムス【経済の深層】

## 過去の担当番組
（いずれもラジオNIKKEI）
- マーケットTODAY
- 東京マーケットLIVE!
- 投資家コミュニティ トレーダーズユナイテッド!
- ウィークデイ・ストック
- ファイナンシャルBOX
- ファイナンシャル・サテライト
- 夕焼けマーケッツ　投資って楽しいねっ!
- 夜間取引をリアルに楽しく コモなび!
- 投資家必聴〜専門紙・誌が迫るニッチ市場
- ザ・マネー マーケットプレミア
- 櫻井英明の投資知識研究所
- 投資知識研究所 場外“乱討”編 銘柄バトルロワイヤル

## エピソード
- 2013年3月に司会を務めるラジオ番組「夕焼けマーケッツ　投資って楽しいねっ!」が終了する。番組のスポンサーを獲得できず終了となってしまったことを司会者として責任を感じる。[1]